# جون غوردي
جون غوردي (بالإنجليزية: John Gordy)‏ هو نقابي أمريكي، ولد في 17 يوليو 1935 في ناشفيل في الولايات المتحدة، وتوفي في 30 يناير 2009 بسبب سرطان.

## وصلات خارجية
- جون غوردي على موقع مرجع كرة القدم المحترفة.كوم (الإنجليزية)